# Darwini repülőtér
A Darwini repülőtér (IATA: DRW, ICAO: YPDN) Ausztrália egyik nemzetközi repülőtere, amely Darwin közelében található. Éves utasforgalma 1 673 129 fő (2022).

## Futópályák
A repülőtér futópályái:
- 11/29 (3354 m, aszfaltbeton)
- 18/36 (1524 m, aszfaltbeton)

## Forgalom
Az utasforgalom az elmúlt években az alábbi módon változott:
| Utasok száma | 398 048 | 405 822 | 655 131 | 171 319 | 999 369 | 1 313 147 | 1 622 973 | 2 079 209 | 1 972 383 | 1 673 129 |
|              | 1985    | 1989    | 1993    | 1997    | 2001    | 2006      | 2010      | 2014      | 2018      | 2022      |

## Légitársaságok és úticélok
2025-ben a Darwini repülőtérről az alábbi járatok indulnak (Utoljára frissítve: 2025-02-23):
| Légitársaság                       | Célállomások |
| ---------------------------------- | --- |
| Airnorth                           | Alice Springs, Broome, Cairns, Dili, Elcho Island, Gove, Groote Eylandt, Katherine, Kununurra, Lombok (kezdődik 2025 április 4-től), Maningrida, McArthur River Mine, Milingimbi, Tennant Creek, The Granites, Townsville Szezonális: Perth |
| Alliance Airlines                  | Charter: Alice Springs, The Granites |
| Arafura Aviation                   | Charter: Bathurst Island, Maningrida, Milikapiti |
| Fly Tiwi                           | Gapuwiyak, Milikapiti, Minjilang, Nguiu, Pirlangimpi, Ramingining, Tennant Creek, Warruwi |
| Indonesia AirAsia                  | Denpasar (újrakezdődik 2025 március 22-től) |
| Jetstar                            | Adelaide, Brisbane, Denpasar, Melbourne, Sydney Szezonális: Gold Coast (kezdődik 2025 június 26-tól) |
| Nexus Airlines                     | Broome, Kununurra |
| Qantas                             | Brisbane, Singapore (újrakezdődik 2025 március 30-tól, befejeződik 2025 október 25-ig), Sydney |
| QantasLink                         | Adelaide, Alice Springs, Brisbane, Cairns, Dili, Melbourne, Perth, Singapore (kezdődik 2025 október 26-tól) Szezonális: Canberra (újrakezdődik 2025 július 6-tól)                                                                           |
| Singapore Airlines                 | Singapore |
| Virgin Australia                   | Brisbane, Melbourne, Perth |
| Virgin Australia Regional Airlines | Perth |

### Cargo
| Légitársaság           | Célállomások |
| ---------------------- | ------------ |
| Toll Aviation[forrás?] | Cairns       |